# 대양중학교
대양중학교(大洋中學校)는 부산광역시 영도구 남항동2가에 있었던 사립 중학교이다.

## 연혁
- 1946년 3월 15일 : 대양중학교 개교
- 1989년 2월 13일 : 제42회 졸업식 (455명 졸업)
- 1989년 2월 28일 : 대양중학교 폐교

## 폐교 사유
시설의 노후화로 인한 안전사고의 우려 및 운동장이 협소하여 학생들의 체육교육에 어려움이 있었으며 바로 옆에 있었던 부산남중학교와의 중복 문제도 있어서 1989년에 최종 폐교 되었다.

## 폐교 이후
폐교 이후, 대양중학교의 부지와 시설은 부산멀티미디어지원센터와 영도 어린이 도서관으로 이용되고 있으며, 해당 재단은 부지를 매각한 대금으로 이듬해인 1990년 금정구에 지산고등학교를 신설하였다.

## 같이 보기
- 대양전자통신고등학교
- 데레사여자중학교
- 지산고등학교